# Santo Estêvão (Benavente)
Santo Estêvão ist eine Ortschaft und Gemeinde in Portugal.

## Geschichte
Funde deuten auf hiesige Befestigungen aus römischer Zeit. Die erste dokumentierte Erwähnung des heutigen Ortes stammt aus dem Jahr 1364.
Die Gemeinde unterstand dem Ritterorden von Avis und gehörte zu Santarém, bis sie 1852 eine Gemeinde Benaventes wurde.

## Verwaltung
Santo Estêvão ist Sitz einer gleichnamigen Gemeinde (Freguesia) im Kreis (Concelho) von Benavente im Distrikt Santarém. In ihr leben 1988 Einwohner auf einer Fläche von 62  (Stand 19. April 2021).
Folgende Ortschaften liegen in der Gemeinde:
- Foros de Almada
- Herdade do Zambujeiro
- Santo Estevão
- Mata do Duque
- Vale Castela
- Vale do Pau Queimado
- Vila Nova de Santo Estêvão